# 张连奎
张连奎（1913年—1978年），山西定襄人。中华人民共和国政治人物。

## 生平
张连奎毕业于北平师范大学体育系，随后参加一二九运动。抗日战争期间，担任晋东北根据地中共定襄县委书记、北岳区党委二地委组织部长、书记等职位。第二次国共内战期间，改任晋察冀军区一纵政治部主任、副政委，参加太原战役。中华人民共和国成立后，担任中国人民解放军第66军政委，参加朝鲜战争，并获朝鲜自由独立二级勋章。1952年回国，并陆续担任第二机械工业部、第一机械工业部副部长。随后改任第三机械工业部部长、第五机械工业部常务副部长。1957年随聂荣臻访问苏联，参与《中苏国防新技术协定》的谈判。